# Meksyk na Zimowych Igrzyskach Olimpijskich 1994
Meksyk na Zimowych Igrzyskach Olimpijskich 1994 reprezentował 1 zawodnik. Był to piąty start Meksyku na zimowych igrzyskach olimpijskich. 

## Skład kadry

### Narciarstwo alpejskie
| Hubertus von Hohenlohe | Zjazd | 1:51,57 | 48. |